# Северозападне Територије
Северозападне Територије (енгл. Northwest Territories, фр. les Territoires du Nord-Ouest), једна је од три канадских територија која се простире на северозападу земље. Граничи се на западу са Јуконом, источно са Нунавутом, а јужно од истока ка западу са Саскачеваном, Албертом и Британском Колумбијом. У састав Северозападних Територија улази и неколико већих острва у Арктичком океану, а највећи су Банкс и Принц Патрик. Острва Мелвил и Викторија су подељена између Северозападних Територија и Нунавута.
1870. године Северозападне Територије су припале Канади, до тада су биле део Британске Северне Америке. Године 1880. Британска влада је Канади препустила и острва у Арктичком океану, познатија као Канадски Арктички архипелаг. Канадска влада је ову огромну област назвала Северозападне Територије. Током времена Северозападне Територије су смањене и неке од њених територија су пребачене у пет покрајина: Алберту, Манитобу, Онтарио, Квебек, Саскачеван. Последња промена граница догодила се 1999. године када је од источне области одвојен један део и створена територија Нунавут.

## Географија
Северозападне Територије обухватају површину од 1.346.110 km² покривену тундром, шумама и преријама,и чине другу највећу област у Канади после Нунавута. Заузима 13% целокупне Канаде. Ово огромно подручје има правоугаони облик, почиње на обалама Арктичког океана на 70° ( Примедба: изузета су острва ), а завршава на 60° северне географске ширине. Димензије Северозападних Територија су око 2.000 км од севера ка југу и 1.400 км. од истока ка западу. Топографија региона креће се од приобалних равница до Алпских планина. Према томе разлика у висин је огромна, од нивоа мора уздиже се до 2.773 m, Маунт Нирвана у Макензијевим планинама на граници са Јуконом. Северозападне Територије се одликују дугим ноћима током зиме и дугим данима током лета. Овај феномен је најизраженији северно од Арктичког круга, а 20% територије налази се у овој зони. У Арктичком кругу сунце остаје 24 сата на хоризонту током летњег солстиција, и никад се не уздиже на хоризонту за време зимског солстиција. Низ различитих природних региона карактеришу Северозападне Територије.
Главни географски региони су Унутрашње равнице, Кордиљери, Канадски штит и Арктичка острва. Унутрашње равнице су благо заталасана побрђа, оивичене Кордиљерима на западу и Канадским штитом на истоку. 
Кордиљери су област коју карактеришу планине, висоравни и долине. Макензијеве планине, део Кордиљера, формиране су пре 40-80 милиона година услед деформације седиментних стена стварајући наборе и раседе. Током Леденог доба Кордиљери су били покривени глечерима. Приликом повлачења глечера дошло је до стварање оштрих врхова и гребена, као и бројних валова.
Источно од Унутрашњих равница најстарије стене избијају на површину. Тај део је познат као Канадски штит. Ову област карактерише брдовит терен. Канадски штит је настао пре око 2,5 милијарди година када је истопљена земљина кора очврснула.
Арктичка острва су најсевернији делови Северозападне Територије. Острва као што су Банкс, Принц Патрик и Викторија састоје се од седиментних стена које формирају равнице и висоравни. Острво Викторија је друго по величини острво у Канади. 
- Рељеф Канадског штита
- Макензијеве планине
- Северозападне Територије - тундра

### Реке и језера
Макензи је највећа река у Северозападним Територијама дужине око 1.800 км. Ова огромна река има слив од 1.800.000 km². Многе њене притоке извиру у Алберти, Британској Колумбији и Саскачевану. Просечна ширина Макензија је 1,8 km. али на неким местима достиже 5 до 6 км. Важна транспортна рута током кратког лета. Макензи истиче из Великог ропског језера, а улива се у Бофорово море део Арктичког океана. Временом, Макензи је нанео велике количине песка и муља стварајући једну од највећих светских делти. Просечни проток реке је 9.700 м³/ с и рангирана је као једна од највећих река на свету. Замрзнут је око шест месеци годишње. У пролеће често изазива поплаве, нарочито код Форт Симпсона ( село на ушћу Лиарда и Макензија ) и код Аклавика ( село у делти Макензија ). У Северозападним Територијама налазе се и два огромна језера, Велико медвеђе језеро и Велико ропско језеро, која спадају међу десет највећих језера на свету (Погледати - Списак језера по површини).
- Макензи-слив
- река Макензи
- Велико ропско језеро-источна страна
- Велико медвеђе језеро
- Аклавик
- Форт Симпсон - поглед из ваздуха

### Клима
Пошто су Северозападне Територије простиру на преко 1.300.000 km² постоје и велике климатске разлике од југа ка северу. Јужни део ( углавном копнена област ) има субполарну климу док северна обала и острва имају поларну климу. Обе климе карактеришу хладне и дуге зиме. Поларна клима има краћа и хладнија лета са просечном температуром испод 10 °C. Субполарна клима има дужа и топлија лета где најмање три месеца имају температуру изнад 10 °C. Током дуге и хладне зиме у обе климатске зоне температура се може спустити и до -50 °C. Мала количина падавина, углавном лети, од 100-300 мм карактериатика је Северозападних Територија. Најмања количина падавина је на острвима и истоку, а већа на западу у Макензијевим планинама.

## Становништво
Ова огромна област је веома мало насељена; по попису из 2006. године број становника био је 41.464. Њена огромна територија и мали број становника чини да је ова област међу најређе насељеним подручјима у свету. Хладна клима и пермафрост ( стално замрзнута земља ), спречавају развој пољопривреде и било које друге економске активности.
Природни амбијент Северозападних Територија такође доводи до неједнаке расподеле становника. Највећи број људи живи у насељима и градовима у долине реке Макензи или око Великог Ропског Језера. Јелоунајф је главни и највећи град. 2006. године у граду је живело 18.700 становника што чини скоро половину становништва Северозападних Територија.
Становништво је скоро равномерно распоређено између досељеника и аутохтоних Канађана (Индијанаца, Метиса и Инуита). Индијанци чине шест племена, пет Дене племена (Гвичин, Чипевјан, Северни Слејви, Јужни Слејви и Догриб) и једно алгонквинско племе (Кри). Свако племе има засебан језик, већина ових језика спада у атабасканску породицу језика, изузетак је језик народа Кри, који је алгонквински језик. Метиси су потомци Индијанаца и фанцуских или британских ловаца-трапера (ловаца-замкара), а Инуити су урођеници који живе на обалама Арктичког океана.
| 2001.  | 2006.  | 2011.  | 2016.  |
| ------ | ------ | ------ | ------ |
| 37.360 | 41.464 | 41.462 | 41.786 |

## Привреда
Трговина крзном у Северозападним Територијама почела је крајем XVIII века са доласком Европских трговаца. У року од 50 година успостављена је мрежа трговачких станица. До 1950 године урођеници су подржавали лов животиња зарад крзна, и то им је био главни извора прихода. Током 1950 година дошло је до откривања нових ресурса нарочито злата и нафте. Инфаструктурни пројекти у току Другог светског рата ( 1935-1945 ) у Северозападним Територијама довело је до развоја саобраћајне мреже, што је било важно за транспорт новооткривених ресурса. Током 1960. година валада је охрабривала јужне Канађане да крену ка северу због високо плаћених послова и пружања додатних погодности. У року од две деценије дошло је до прилива досељеника чиме се њихов број становника изједначио са аутохтоним Канађинама. Међутим, услови за рад су изузетно тешки због веома сурове климе.